# Plinio Perilli
Plinio Perilli (Roma, 1955) è un poeta e critico letterario italiano.

## Biografia
Plinio Perilli associa all'attività di poeta quella di saggista e critico letterario, curatore di molti classici, antichi e moderni.
Inizia la sua attività come poeta nel 1982, con la pubblicazione di un poemetto sulla rivista Alfabeta. La sua prima raccolta poetica è L'Amore visto dall'alto, del 1989, che giunge finalista al Premio Viareggio.
Plinio Perilli ha vinto anche altri prestigiosi premi letterari internazionali, quali l'Eugenio Montale, il Guido Gozzano e il Gatto.
Nel 2004 una sua raccolta antologica è stata tradotta in inglese da Carol Lettieri e Irene Marchegiani, e pubblicata presso le Gradiva Publications della Stony Brook University di New York con il titolo Promises of Love (Selected Poems).

## Vita privata
Plinio Perilli è figlio dello sceneggiatore e regista Ivo Perilli e dell'attrice Lia Corelli e fratello dell'attrice, annunciatrice RAI, e doppiatrice Valeria Perilli.

## Opere principali
- Ragazze italiane (1990), “racconti in versi”
- Preghiere d'un laico (1994)
- Storia dell'arte italiana in poesia (1990), antologia interdisciplinare
- Petali in luce (1998)
- Melodie della Terra. Il sentimento cosmico nei poeti italiani del nostro secolo (1998), studio sul Novecento italiano in rapporto all'idea di Natura
- Promises of Love (Selected Poems) (2004)
- Costruire lo sguardo. Storia Sinestetica del Cinema in 40 grandi registi (2009), compendio sui rapporti fra il cinema e le altre arti
- Gli Amanti in Volo (2014)
- Stretti nello stretto. Ponte di cultura, ponte della legalità. Tremila anni fra Scilla e Cariddi (2017)
- Museo dell'uomo (poesie e poemetti 1994 - 2020) Editore Zona , Genova 2020